# Olkosröjningen
Olkosröjningen är ett naturreservat  beläget i Grangärde finnmark, cirka sju kilometer väster om Grängesberg i Ludvika kommun.  Reservatet  omfattar  57,9 ha och bildades år 2006. Direkt norr om reservatet ligger Bränntjärnstorpet.

## Beskrivning
Namnet härrör från det numera försvunna Olkostorpet, som låg på Olkosberget. Enligt en karta från 1805 ligger Daniel Danielssons ”Olkos rödja” (röjning) inom naturreservatet.
Området domineras av våtmark, sumpskog och granskog som påverkas av diverse vattenkällor. Grundvattenytan ligger nära marknivå. Genom området ringlar sig en bäck som förgrenar sig i flera sidobäckar och längs denna växer sumpskog. I väster övergår området från granskog till öppen myrmark med myrgölar i de centrala delarna. Skogsområdet omgärdas, förutom av myren, av ungskog och nya hyggen. Genom faunans variation ges förutsättningar för stor mångfald av arter. Skogen är värdefull både för den lägre faunan och fågellivet. Den tretåiga hackspetten häckar i skogen. Även gråspett, göktyta och duvhök finns representerade. Sommaren 2008 var det en skogsbrand norr om reservatet. Branden spreds in i området och spår efter branden syns på bland annat träden som fick sotade stammar. De flesta större träden klarade branden.